# Eodicynodon
Eodicynodon è un genere estinto di terapsidi, appartenente agli anomodonti. Visse nel Permiano medio (Wordiano, circa 268 - 265 milioni di anni fa) e i suoi resti fossili sono stati ritrovati in Sudafrica. È considerato molto vicino all'origine dei dicinodonti.

## Descrizione
Di piccole dimensioni, questo animale non doveva superare la lunghezza di 30 centimetri. Il corpo piccolo, a forma di botte, era sorretto da quattro arti sporgenti ai lati del corpo. Le zampe anteriori, benché più corte di quelle posteriori, erano però più robuste. Il cranio di Eodicynodon era dotato di un muso molto corto, terminante in una sorta di becco. Non erano presenti incisivi ma solo due lunghi canini superiori, mentre i denti postcanini erano pochi e minuscoli. La superficie triturante delle fauci consisteva esclusivamente in un becco corneo, probabilmente strutturato in tre parti: un margine anteriore tagliente, una parte centrale costituita da due cuscinetti nella mascella e nella mandibola, all’altezza dei canini, e una parte posteriore cornea sulla mandibola che andava a battere contro un cuscinetto nella zona palatina. Queste strutture masticatorie erano azionate da potenti muscoli adduttori, che si originavano da grandi arcate zigomatiche appiattite e rigonfie all’infuori. 

## Classificazione
I primi fossili di questo animale vennero scoperti in terreni del Permiano medio in Sudafrica da R. Ooosthuizen tra il 1964 e il 1970; descritti come Eodicynodon oosthuizeni nel 1974, i fossili vennero ascritti al gruppo dei dicinodonti, il grande gruppo di terapsidi dotati di becchi simili a quelli delle tartarughe e di due denti caniniformi allungati. Eodicynodon fu considerato a lungo il più antico e primitivo rappresentante di questo gruppo. Nel 1990 venne descritta un'altra specie, D. oelofseni, sulla base di un cranio rinvenuto da J. Nyaphuli nel 1982, sempre risalente al Permiano medio. Il cranio era privo dei tipici denti caniniformi, e nuovi studi hanno ipotizzato che questa specie possa non appartenere al genere Eodicynodon.
Eodicynodon attualmente è considerato un rappresentante basale degli anomodonti, il grande gruppo di terapsidi arbivori a cui appartengono anche i dicinodonti, insieme ad altre forme basali come Anomocephalus, Tiarajudens, Galeops, Suminia e Biseridens. Sembra che Eodicynodon, se non propriamente un dicinodonte arcaico, fosse molto vicino all'origine del gruppo.

## Paleoecologia
Eodicynodon, grazie alle sue strutture mascellari, doveva essere già in grado di compiere il tipico movimento antero-posteriore delle fauci che gli permetteva di triturare il cibo; esso era probabilmente costituito da materia vegetale quale foglie e semi. Le zampe di Eodicynodon, come anche le piccole dimensioni del corpo, indicano che questo animale potrebbe essere stato in grado di rifugiarsi in cunicoli, e forse di scavare vere e proprie tane, come fecero anche piccoli dicinodonti successivi quali Cistecephalus e Robertia. È possibile che questa capacità, insieme a un più efficace sistema di processare il cibo, sia stato un fattore determinante nella sopravvivenza dei dicinodonti arcaici durante la crisi del Permiano medio, che coinvolse invece gli arcaici dinocefali.